# Бобровиця (Тотемський район)
Боброви́ця (рос. Бобровица) — присілок у складі Тотемського району Вологодської області, Росія. Входить до складу Мосеєвського сільського поселення.

## Населення
Населення — 4 особи (2010; 14 у 2002).
Національний склад (станом на 2002 рік):
- росіяни — 100 %